# Bárðarbunga
Bárðarbunga ([paurðarpuŋka]) là một núi lửa nằm dưới Vatnajökull, sông băng rộng lớn nhất của Iceland. Ngọn núi cao thứ hai ở Iceland, cao 2009 mét trên mực nước biển, Bárðarbunga cũng là một phần của một hệ thống núi lửa dài khoảng 200 km (120 dặm) và rộng 25 km (16 dặm).
Bárðarbunga là một núi lửa dạng tầng dưới băng nằm dưới chỏm băng của sông băng Vatnajökull trong Vườn quốc gia Vatnajökull ở Iceland.